# 人文学科概述
以下是对人文学科的一个概览和主题指南：
人文学科——研究人类境况的学术学科，主要使用分析性、批判性或思辨性的方法，与自然科学主要采用的实证方法相区别。

## 人文学科包含哪些内容？
人文学科可被描述为以下两方面：
- 学术学科的一个分支——学术学科是在大学或学院层面进行教学和研究的领域。学科的界定（部分地）通过发表研究成果的学术期刊、所属的学术协会及院系来体现。

- 对人类境况的研究——在社会、文化和个人语境中，人类存在独特且不可避免的特征。人文学科（如历史、哲学、文学、艺术等）的研究均有助于理解人类境况的本质及构成人类生活的更广泛文化与社会安排。

## 人文学科的各个分支
- 古典学 ——研究古代地中海世界（青铜时代约公元前3000年至古代晚期约公元300-600年）的语言、文学、哲学、历史、艺术、考古及其他文化元素，尤指古希腊与古罗马。 
  - 数字古典学——将数字人文工具应用于古典学领域，或更广泛地用于古代世界研究。

- 历史学 ——对过去的研究。 
  - 数字史学——利用数字媒体与工具进行历史实践、呈现、分析与研究，是数字人文的分支，也是计量史学、历史计量学及历史与计算学的延伸。

- 语言——研究单一语言（如意大利语、日语）或相关语言群（如罗曼语族、斯拉夫语族）。注意与语言学（研究语言结构与功能的学科）区分。

- 文学 ——书面作品的艺术，不限于已出版来源（尽管在某些情况下，未出版材料也可豁免）。
  - 比较文学——对多种语言文学的比较研究，需基于原文语言进行。

- 哲学（大纲）——研究普遍性与根本性问题，如与存在、知识、价值、理性、心灵及语言相关的问题。[1][2] 哲学区别于其他处理此类问题的方式在于其批判性、系统性方法及对理性论证的依赖。[3]
- 宗教 ——宗教是一种由文化体系、信仰体系和世界观组成的集合体，通过符号将人类与灵性联系起来，有时也涉及道德价值观。[4] 许多宗教通过叙事、符号、传统和神圣历史来赋予生命意义或解释生命及宇宙的起源。它们通常从对宇宙和人性的理解中衍生出道德、伦理、宗教法或理想生活型态。
- 视觉艺术 ——以视觉为主要表现形式的艺术。视觉艺术的例子包括： 
  - 建筑 ——设计与建造建筑物及其他物理结构的艺术与科学。 
    - 古典建筑 ——古典时期的建筑风格及其后世受其影响的建筑形式。

  - 工艺美术 ——通过手工与技能进行创作的休闲活动与爱好。
  - 绘画 ——使用绘图工具在二维媒介上创作视觉艺术。
  - 电影 ——动态影像。
  - 油画 ——用画笔或其他工具将颜料、色素或其他介质涂抹于表面的艺术实践。
  - 艺术史
  - 摄影 ——通过感光介质（如胶片或电子传感器）记录光线以创作图像的艺术、科学与技术。
  - 雕塑 ——通过塑造或组合硬质材料（如石材、金属、玻璃或木材）创作的三维艺术作品。
- 表演艺术 ——以艺术家的身体、面部和存在为媒介的艺术形式。表演艺术的例子包括： 
  - 舞蹈 ——通过身体动作（通常有节奏且伴随音乐）进行表达、社交互动或呈现于精神或表演场景中的艺术形式。大英百科全书
  - 戏剧 研究地区性、全球性或历史性的剧场艺术，以及表演、导演和编舞技巧。
  - 电影 ——动态影像，以视觉方式记录表演的艺术形式。
  - 装置艺术——将多种艺术类型融合为连贯的三维多感官作品。
  - 戏剧 ——通过现场表演者在特定场所为观众呈现真实或想象事件的协作性艺术形式。
  - 音乐 ——以声音与静默为媒介的艺术形式。
  - 歌剧 ——结合文本（剧本）与乐谱的戏剧性音乐表演艺术。歌剧的部分定义：“以音乐为核心的戏剧表演或作品，属于艺术的一个分支”（《牛津简明英语词典》）；“可在舞台上演唱（或有时朗诵或念白）的戏剧作品，为歌手（通常着戏服）与乐手创作原创音乐”（阿曼达·霍尔顿，《维京歌剧指南》）；“17世纪初兴起的、为舞台创作的音乐作品，由歌唱角色演绎”（《皮尔斯百科全书》，1983年版）。
  - 舞台艺术 ——涉及戏剧、电影及视频制作的技术层面，包括但不限于布景搭建与装置、灯光悬挂与聚焦、服装设计与制作、化妆、道具准备、舞台管理及音效录制与混音。

### 融合人文方法的社会科学
- 人类学  ——研究人类生物与文化发展的学科。
- 考古学 通过文物、建筑遗迹及其他遗留证据探究人类历史的学科。
- 区域研究——跨学科研究特定地理、国家或文化区域的领域。该术语主要用于描述学术实践中众多异质性研究领域，涵盖社会科学与人文学科。典型的区域研究项目涉及历史、政治学、社会学、文化研究、语言、地理、文学及相关学科。与文化研究不同，区域研究常包括对散居群体及移民的研究。
- 传播学  ——研究人类传播过程，通常定义为通过符号共享创造意义。该学科涵盖从面对面交流到电视广播等大众媒体的广泛主题，并探讨信息如何通过政治、文化、经济和社会背景被解读。
- 文化研究 ——基于批判理论与文学批评的跨学科学术领域，旨在理解当代文化的政治动态及其历史基础、冲突与特征。研究者关注特定媒介或信息如何与意识形态、社会阶级、国籍、民族、性取向及性别相关联，而非聚焦特定文化或地区。在相关但不同的用法中，“文化研究”有时作为“区域研究”的近似同义词，泛指在院系（如伊斯兰研究、亚洲研究、非裔美国人研究等）中对特定文化的学术研究。但严格来说，文化研究项目更关注文化实践而非特定地域。
- 历史  ——对过去的研究。
- 法律  ——治理社会的规则与原则体系（分支学科参见下文“社会”部分的“法律”）。

### 跨学科人文学科
- 区域研究——研究地理区域的跨学科方法。
- 生态人文 ——整合环境哲学、环境史、环境人类学等人文子领域的跨学科研究。

族群文化研究，如：非裔美国人研究、拉丁裔研究等采用跨学科方法进行族群文化研究的项目。
- 性别研究 跨学科研究性别角色在文化、经济、政治、医学、艺术、媒体等领域的作用。
- 图书馆学
- 博物馆学
- 女性研究 跨学科研究女性角色及女性身份的定义与重构

### 应用人文学科
- 应用艺术 如时装设计、平面设计、工业设计、室内设计
- 健康人文 ——应用人文学科探讨健康与福祉的维度，促进相关话语与表达。
- 医学人文 ——结合人文学科与医学教育及实践的跨学科领域。

## 人文方法论概览
- 价值观是人文探究的内在组成部分，通常蕴含解释、分析、批判和规范性判断（例如伦理学、美学、政治理想）。

1. 个人价值观：个人/主观视角影响分析（例如历史学家对事件的框架设定）。
2. 规范价值观：社会或哲学理想指导评价（例如，政治理论中的正义，艺术批评中的美）。

- 人文论证涉及解释的一致性和对共同规范的诉求（例如，哲学推理，解释学循环）。
  - 人文知识往往是情境依赖的，包容多元主义（多种有效的解释）。
- 历史分析：考察历史背景、发展历程及共同历史。
- 內容分析法与论述分析
  - 批判論述分析
  - 文本分析
- 比較研究法

技术延申：
- 数字人文——关注计算与人文学科交叉的研究、教学与创作领域，聚焦人文传统材料的数字化与分析。 
  - 数字古典学——将数字人文工具应用于古典学或更广泛的古代世界研究。
  - 数字史学——利用数字媒体与工具进行历史实践、呈现、分析与研究，是数字人文的分支，源于计量史学、历史计量学及历史与计算领域。

## 人文学科的历史
- 各人文学科领域奠基人列表
- 文艺复兴人文主义 – 一场文化与教育改革运动，聚焦于研究人文研究（studia humanitatis），即今日所称的人文学科。博德, 伦斯; 《人文学科新史》，牛津大学出版社，牛津，2014年。

### 人文学科各领域的历史
- 古典学的历史 
  - 古典学的起源 
    - 古希腊
    - 古罗马
- 史学史 – 关于历史学自身发展的历史。
- 语言的起源
- 文学史
- 哲学史
- 宗教史
- 视觉艺术史
  - 建筑史
  - 工艺美术史
  - 绘画史
  - 电影史
  - 绘画艺术史
  - 摄影史
  - 雕塑史
- 表演艺术史
  - 舞蹈史
  - 电影史
  - 戏剧史
  - 音乐史
  - 歌剧史
  - 舞台技术史

#### 兼具社会科学属性的人文学科历史
- 人类学史
- 区域研究史
- 传播学史
- 史学史 – 关于历史学自身发展的历史。
- 法律史